# وادي بدغان
وادي بدغان هي قرية لبنانية من قرى قضاء عاليه في محافظة جبل لبنان.